# Équipe de Suisse de football en 1976
Cet article présente les résultats de l'équipe de Suisse de football lors de l'année 1976. En mai et août, elle rencontre pour la première fois les équipes de Finlande et de Bulgarie.

## Bilan
|           | Nombre de matchs | Victoires | Défaites | Matchs nuls | Buts marqués | Buts encaissés |
| Domicile  | 4                | 1         | 2        | 1           | 5            | 6              |
| Extérieur | 4                | 0         | 4        | 0           | 1            | 6              |
| Neutre    | 0                | 0         | 0        | 0           | 0            | 0              |
| Total     | 8                | 1         | 6        | 1           | 6            | 12             |

## Matchs et résultats
| Match amical                             | Écosse       | 1 - 0   | Suisse | Hampden Park, Glasgow                              |                                                    |
| 7 avril 1976 · Historique des rencontres | Pettigrew 2e | (1 - 0) |        | Spectateurs : 15 531 Arbitrage : Patrick Partridge | Spectateurs : 15 531 Arbitrage : Patrick Partridge |
| 7 avril 1976 · Historique des rencontres | Rapport      |         |        | Spectateurs : 15 531 Arbitrage : Patrick Partridge | Spectateurs : 15 531 Arbitrage : Patrick Partridge |

| Match amical                              | Suisse  | 0 - 1   | Hongrie     | La Pontaise, Lausanne                            |                                                  |
| 30 avril 1976 · Historique des rencontres |         | (0 - 1) | 43e Fazekas | Spectateurs : 10 000 Arbitrage : Georges Konrath | Spectateurs : 10 000 Arbitrage : Georges Konrath |
| 30 avril 1976 · Historique des rencontres | Rapport |         |             | Spectateurs : 10 000 Arbitrage : Georges Konrath | Spectateurs : 10 000 Arbitrage : Georges Konrath |

| Match amical                            | Suisse                     | 2 - 1   | Pologne    | Stade Saint-Jacques, Bâle                     |                                               |
| 11 mai 1976 · Historique des rencontres | Bizzini 21e · Barberis 59e | (1 - 0) | 87e Boniek | Spectateurs : 8 000 Arbitrage : Giulio Ciacci | Spectateurs : 8 000 Arbitrage : Giulio Ciacci |
| 11 mai 1976 · Historique des rencontres | Rapport                    |         |            | Spectateurs : 8 000 Arbitrage : Giulio Ciacci | Spectateurs : 8 000 Arbitrage : Giulio Ciacci |

| Match amical                            | Finlande     | 1 - 0   | Suisse | Väinölänniemen, Kuopio                           |                                                  |
| 19 mai 1976 · Historique des rencontres | Jantunen 86e | (0 - 0) |        | Spectateurs : 7 000 Arbitrage : Erik Fredriksson | Spectateurs : 7 000 Arbitrage : Erik Fredriksson |
| 19 mai 1976 · Historique des rencontres | Rapport      |         |        | Spectateurs : 7 000 Arbitrage : Erik Fredriksson | Spectateurs : 7 000 Arbitrage : Erik Fredriksson |

| Match amical                             | Suisse                  | 2 - 2   | Bulgarie                   | Allmend, Lucerne                            |                                             |
| 17 août 1976 · Historique des rencontres | Müller 10e · Künzli 19e | (2 - 1) | 27e Vasilev · 72e Yordanov | Spectateurs : 9 000 Arbitrage : Josef Bucek | Spectateurs : 9 000 Arbitrage : Josef Bucek |
| 17 août 1976 · Historique des rencontres | Rapport                 |         |                            | Spectateurs : 9 000 Arbitrage : Josef Bucek | Spectateurs : 9 000 Arbitrage : Josef Bucek |

| Éliminatoires CM 1978                        | Norvège  | 1 - 0   | Suisse | Ullevaal, Oslo                                |                                               |
| 8 septembre 1976 · Historique des rencontres | Lund 75e | (0 - 0) |        | Spectateurs : 15 024 Arbitrage : Francis Rion | Spectateurs : 15 024 Arbitrage : Francis Rion |
| 8 septembre 1976 · Historique des rencontres | Rapport  |         |        | Spectateurs : 15 024 Arbitrage : Francis Rion | Spectateurs : 15 024 Arbitrage : Francis Rion |

| Match amical                                  | Autriche                                       | 3 - 1   | Suisse               | Linzer Stadion, Linz                          |                                               |
| 22 septembre 1976 · Historique des rencontres | Krankl 50e · Köglberger 52e · Kreuz 89e (pen.) | (0 - 0) | 60e (pen.) Trinchero | Spectateurs : 22 000 Arbitrage : Adolf Prokop | Spectateurs : 22 000 Arbitrage : Adolf Prokop |
| 22 septembre 1976 · Historique des rencontres | Rapport                                        |         |                      | Spectateurs : 22 000 Arbitrage : Adolf Prokop | Spectateurs : 22 000 Arbitrage : Adolf Prokop |

| Éliminatoires CM 1978                      | Suisse               | 1 - 2   | Suède                      | Stade Saint-Jacques, Bâle                 |                                           |
| 9 octobre 1976 · Historique des rencontres | Trinchero 39e (pen.) | (1 - 1) | 29e Börjeson · 73e Sjöberg | Spectateurs : 30 000 Arbitrage : Hilmi Ok | Spectateurs : 30 000 Arbitrage : Hilmi Ok |
| 9 octobre 1976 · Historique des rencontres | Rapport              |         |                            | Spectateurs : 30 000 Arbitrage : Hilmi Ok | Spectateurs : 30 000 Arbitrage : Hilmi Ok |